# 尼古拉·津加雷蒂
尼古拉·津加雷蒂（義大利語：Nicola Zingaretti，義大利語發音：[niˈkɔːla ddziŋɡaˈretti]；1965年10月11日—）是意大利政治家，社會民主主義者。自2013年以来担任拉齊奧大區主席，同時自2019年以来担任民主党領袖。
在1990年代，他已成為欧洲杰出的青年政治人物领袖 ，曾担任左派民主黨的青年組織左翼青年以及國際社會主義青年聯盟的負責人。2004年，津加雷蒂成为中左翼联盟橄榄树的歐洲議會議員。2008年到2013年期間，他担任罗马省省長。
在2019冠狀病毒病疫情蔓延至義大利之後，尼古拉·津加雷蒂於2020年3月7日宣佈自己的SARS-CoV-2檢測結果呈現陽性，意味著他感染了2019冠狀病毒病。

## 著作集
- . Rome: Feltrinelli. 2019. ISBN 978-88-07-17366-0.  . Rome: Feltrinelli. 2019. ISBN 978-88-07-17366-0.  . Rome: Feltrinelli. 2019. ISBN 978-88-07-17366-0.